# رأسمالية مالية

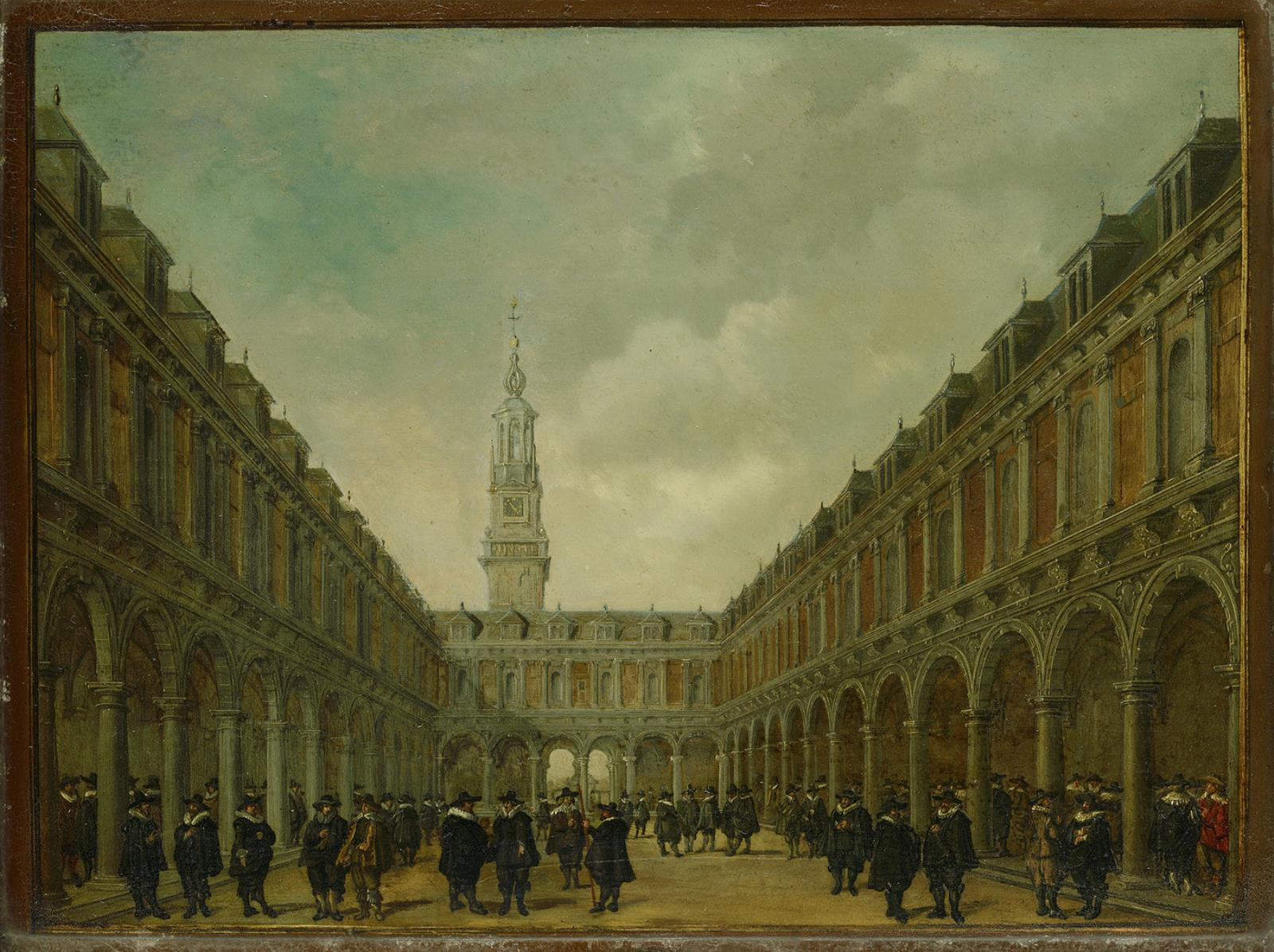

الرأسمالية المالية (بالإنجليزية: Finance capitalism أو financial capitalism) يمكن تعريفها بوصفها توابع عمليات الإنتاج إلى تراكم الأرباح من الأموال في النظام المالي.
وبالتالي، فإن الرأسمالية المالية هي شكل من أشكال الرأسمالية حيث تصبح وساطة المدخرات إلى الاستثمار هي الوظيفة المهيمنة في الاقتصاد، مع تداعيات أوسع نطاقًا للعملية السياسية والتطور الاجتماعي: ومنذ أواخر القرن العشرين؛ أصبحت القوة المهيمنة في الاقتصاد العالمي، سواء في شكل ليبرالية جديدة أو غيرها من الأشكال.

## الخصائص
تتسم الرأسمالية المالية بغلبة السعي وراء الربح من عمليات الشراء والبيع أو الاستثمار في العملات والمنتجات المالية مثل السندات والأسهم والعقود الآجلة والعقود الاشتقاقية. كما تتضمن إقراض المال بفائدة؛ ويراها محللو الماركسية (التي اشتق منها أصلاً تعبير الرأسمالية المالية) بأنها منهج استغلالي من منظور أنه يوفر الدخل لغير العاملين. أما المدافعون الأكاديميون عن المفهوم الاقتصادي للرأسمالية، مثل يوجين فون بوم-باورك، فهم يرون أن مثل هذه الأرباح هي جزء من عملية ملتوية تنمو بها وتتحوط ضد المخاطر المحتومة.
في الرأسمالية المالية، يصبح الوسطاء الماليون أكثر العناصر أهمية، مقارنة بالبنوك وحتى شركات الاستثمار. حيث تجذب مصارف الإيداع المدخرات وتقرض الأموال، بينما تحصل البنوك الاستثمارية على الأموال من سوق ما بين البنوك لإعادة الإقراض لأغراض الاستثمار وشركات الاستثمار والتصرف نيابة عن المهتمين الآخرين، من خلال بيع الأسهم أو الأوراق المالية للمستثمرين، لأغراض الاستثمار.

### الآثار الاجتماعية
يتجاوز معنى تعبير الرأسمالية المالية أهمية الوساطة المالية في الاقتصاد الرأسمالي الحديث. كما يشمل أيضًا وجود نفوذ كبير لأصحاب الثروات على العملية السياسية وأهداف السياسة الاقتصادية.
وذكر توماس بالي أن هيمنة رأس المال المالي في القرن الواحد والعشرين قد أدت إلى تفضيل المضاربة - رأسمالية الكازينو - على الاستثمار لنمو الأعمال التجارية في الاقتصاد العالمي.

## التطورات التاريخية

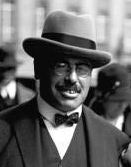
رودولف هيلفيردينغ: توثيق لحظة في تاريخ الفكر الاقتصادي الرأسمالي

يعود الفضل إلى رودلف هيلفردنج في بروز تعبير الرأسمالية المالية، وذلك في دراسته لعام (1910) الخاصة بالروابط بين صناديق الائتمان الألمانية والمصارف والسياسات الاحتكارية قبل الحرب العالمية الأولى – دراسة صنفها لينين في تحليله للعلاقات الإمبريالية بين القوى العالمية الكبرى أثناء الحرب. واستنتج لينين من البنوك في ذلك الوقت أنها «المراكز العصبية الكبرى للنظام الرأسمالي الكلي للاقتصاد الوطني»: وبالنسبة لمنظمة الكومنترن، أصبحت عبارة «ديكتاتورية الرأسمالية المالية» شائعة الاستخدام.
ومن هذا المنظور الماركسي التقليدي، ينظر للرأسمالية المالية باعتبارها الثمرة الجدلية لـ الرأسمالية الصناعية وجزءًا من العملية التي تنتهي بها المرحلة الرأسمالية كاملة من التاريخ. وبطريقة مماثلة لآراء ثورستين فيبلين، تتناقض الرأسمالية المالية مع الرأسمالية الصناعية، والتي تحقق أرباحًا من تصنيع السلع.
وفي وقت لاحق، سوف يشير فرناند بروديل إلى اثنتين من الفترات المبكرة في التاريخ البشري التي ظهرت بها الرأسمالية المالية - في جنوة في القرن السادس عشر وهولندا في القرنين السابع والثامن عشر – على الرغم من أنها تطورت في تلك المراحل عن الرأسمالية التجارية. وقد وسع جيوفاني أريغي من تحليل بروديل ليشير إلى أن غلبة الرأسمالية المالية ظاهرة متكررة على المدى الطويل، كلما وصلت المرحلة السابقة من التوسع الرأسمالي التجاري/الصناعي إلى الاستقرار.
وبحلول منتصف القرن، حلت الشركات الصناعية محل النظام المصرفي باعتبارها رمزًا اقتصاديًا رئيسًا للنجاح، أما النمو في نهاية القرن العشرين في العقود الاشتقاقية والنموذج المصرفي الجديد، فقد كان إيذانًا ببدء فترة رأسمالية مالية جديدة (الرابعة تاريخيًا).
وقد رأى فريدريك جيمسون الأفكار المجردة المعولمة لهذه المرحلة الحالية من الرأسمالية المالية بوصفها تعزز من المظاهر الثقافية لما بعد الحداثة.

## معارضون يمينيون
أثار الفاشيون صخبًا في معارضتهم للرأسمالية المالية.
ورأى سي إتش سيسون الفكرة الكامنة في كتاب الأغاني (The Cantos) لـ عزرا باوند بأنها نهب الرأسمال المالي: «الانحراف الوحشي للعالم الذي يتم تشويه الواقع فيه، وصولاً إلى تفاصيل لم تحدث من قبل أبدًا، عن طريق سحب المال الوهمي».

## كتابات أخرى
Rudolf Hilferding, Finance Capital (1981[1910])
V Lenin, Imperialism: The Highest Form of Capitalism (1939)
Giovanni Arrighi, The Long Twentieth Century: Money, Power, and the Origins of our Times (1994)
Christian Marazzi et al, "The Violence of Financial Capitalism (2011)
J. K. Galbraith, The New Industrial State (1974)

## وصلات خارجية
The age of monopoly-finance capital